# Charlie Hebdo
Charlie Hebdo (dansk: Charlie Ugentlig) er en fransk satirisk ugeavis, der udkom første gang i 1970. Avisen er placeret til venstre i det politiske spektrum og har et anarkistisk tilsnit. Den udgives i Paris. Ansvarshavende redaktør fra 2009 til attentatet den 7. januar 2015 var Charb, som i 2009 afløste Philippe Val, og som blev myrdet ved attentatet i 2015. Den 2. november 2011 blev avisens lokaler brændt ned til jorden vha. en Molotovcocktail. Den 7. januar 2015 blev avisens redaktion angrebet af bevæbnede mænd, som dræbte 12 personer, blandt andre 5 tegnere og to politifolk.

## Historie
Avisen udkom første gang i 1970 med dens nuværende navn, men oprindelsen til bladet går længere tilbage. Det udkom som et månedligt magasin med titlen Hara-Kiri i 1960. I februar 1969 blev det besluttet at udgive et ugentligt blad udover det månedlige magasin. I februar udkom bladet som Hara-Kiri Hebdo og i maj samme år blev det omdøbt til L'Hebdo Hara-Kiri. Efter at bladet blev forbudt i 1970, udkom det med bladets nuværende titel Charlie Hebdo. Charlie antog navn efter Charlie Brown, der er hovedpersonen i Radiserne – men var samtidig en inside joke, der hentydede til Charles de Gaulle. I 1982 blev den nedlagt på grund af økonomiske problemer, men den genåbnede i 1992
Selv om ugeavisen har udgivet satiriske tegninger om både politikere, forretningsfolk og den katolske kirke, blev Charlie Hebdo først kendt i Danmark under Muhammed-krisen, efter at avisen den 9. februar 2006 var blandt de ganske få tidsskrifter, der i solidaritet valgte at genoptrykke de tolv tegninger af profeten Muhammed, som Jyllands-Posten i september 2005 havde offentliggjort. Dette skete i et nummer med titlen Mahomet débordé par les intégristes (Muhammed overvældet af fundamentalister), i hvilket en række egne tegninger med samme tema tillige blev trykt. Eksempelvis viste forsiden en tegning af Muhammed, der grædende udbryder "C'est dur d'être aimé par des cons" (det er hårdt at være elsket af fjolser). Denne udgave af ugeavisen blev trykt i 400.000 eksemplarer, hvilket skal ses i sammenligning med et normalt oplag på 140.000 eksemplarer.
Udgivelsen blev fordømt af bl.a. præsident Jacques Chirac, og muslimske organisationer som Grande Mosque og Union des Organisations Islamiques de France (Foreningen af Islamiske Organisationer i Frankrig) sagsøgte avisen, idet de mente at tegningerne var udtryk for racisme. Avisen blev dog frikendt for disse anklager den 22. marts 2007. Omvendt fik Charlie Hebdo støtte fra en række ledende franske intellektuelle (bl.a. Bernard-Henri Lévy og André Glucksmann), som forsvarede den under henvisning til ytringsfriheden. Endvidere kunne avisen den 1. marts 2006 offentliggøre en støtteerklæring i form af et manifest mod "islamisk totalitarisme" underskrevet af tolv forfattere – heriblandt Salman Rushdie, Ayaan Hirsi Ali og Ibn Warraq.
Den 2. november 2011 blev avisens lokaler brændt ned til jorden vha. en molotov cocktail, samme dag, som den planlagde en udgivelse ved navn "Sharia Hebdo". Attentatet fandt sted om natten, og ingen personer kom noget til.
I begyndelsen af januar 2013 udgav redaktionen et tegneserienummer med titlen «La vie de Mahomet» («Muhammeds liv»), som den hævdede var af biografisk natur og bygget på muslimske tekster. Tiltaget blev modtaget med kritik fra blandt andet franske og tyrkiske myndigheder.

## Terrorangrebet 7. januar 2015
Den 7. januar 2015 blev avisens redaktion angrebet af Kalasjnikov-bevæbnede mænd.
Chefredaktøren Charb samt tegnerne Cabu, Tignous, og Georges Wolinski blev alle dræbt ved terroraktionen.
Under terroristernes angreb og flugt blev også to politimænd skudt, en der var livvagt for redaktøren og en betjent ved navn Ahmed Merabet.
Dagen efter angrebet mod redaktionsbygningen bekendtgjorde den overlevende stab hos Charlie Hebdo, at publikationen fortsat vil udkomme. Ugen efter angrebet planlægges der at udgive 1 million eksemplarer mod de normale 60,000. Dette tal blev dog to dage inden udgivelsen opjusteret til 3 millioner.

## Retssager

### Moskéen i Paris v Val (2007)
I 2007 begyndte Grande Mosquée de Paris(Den Store Moske af Frankrig) at lægge sag mod chefredaktør i Charlie Hebdo, Philipe Val, med en lov som argument at de brød Frankrigs "racismeparagraf" for at offentliggøre ydmygelse af en gruppe eller noget af deres religion. Retssagen var vedrørende tre af deres karikaturtegninger, f.eks. den med Muhammed som har en bombe i hans turban. I marts 2007 konkluderede retten at det mere var terrorister, og ikke muslimer, som blev gjort til grin på  karikaturtegningerne.

### Siné-fyringen (2008)
Den 2. juli 2008, var en tegning af Siné (Maurice Sinet) udgivet i Charlie Hebdo, hvor den skrev en nyhed, som fortalte, at Jean Sarkozy, som er søn af Nicolas Sarkozy, at denne havde til hensigt at konvertere til jødedom, før han ville gifte sig med sin forlovede, den jødiske Jessica Sebaoun-Darty. Siné tilføjede: "han vil gå langt, den dreng!". Efter det kom der klager om antisemitisme, efter at journalisten Claude Askolovitch havde kaldt tegningen antisemitisk.
Avisens redaktør, Philippe Val, beordrede Siné til at skrive et brev med en undskyldning, ellers vil han blive fyret.
Siné svarede med "Jeg ville hellere skære mine nosser af!", og blev fyret med det samme.
Begge sider sagsøgte hinanden, og i december 2010 vandt Siné 40.000-euro sagen mod sin tidligere arbejdsgiver for at være opsagt på forkert grundlag. Siné rapporterede også om en dødstrussel, som blev postet på en hjemmeside, som blev drevet af Jewish Defense League. Teksten sagde "20 centimeter af rustfrit stål i maven, det skulle lære skiderikken at standse op og tænke" (på engelsk stod der: "20 centimeters of stainless steel in the gut, that should teach the bastard to stop and think").